# Sole d'Europa
Chansons représentant l'Italie au Concours Eurovision de la chanson
Rapsodia
(1992) Fiumi di parole
(1997)
Sole d'Europa (en français Soleil d'Europe)  est la chanson représentant l'Italie au Concours Eurovision de la chanson 1993 à Millstreet en Irlande. Elle est interprétée par Enrico Ruggeri, son auteur-compositeur.

## Sélection
Le radiodiffuseur italien, la Radiotelevisione Italiana (RAI, Radio-télévision italienne), choisit l'artiste et la chanson en interne pour représenter l'Italie au Concours Eurovision de la chanson 1993. Elle retient Sole d'Europa, interprétée par Enrico Ruggeri. Ruggeri avait remporté le Festival de Sanremo 1993 avec la chanson Mistero qui ne pouvait pas être présentée au Concours Eurovision.

## Eurovision
La chanson est la première de la soirée, précédant Esmer yarim interprétée par Burak Aydos pour la Turquie.
Enrico Ruggeri se présente dans un costume noir et blanc, seul devant le micro, il commence simplement avec sa guitare acoustique puis finit avec une batterie et une guitare électrique dans un style rock.
À la fin des votes, la chanson obtient 45 points et finit à la douzième place sur vingt-cinq participants.
L'artiste sera au centre d'un scandale : avec lui, il y avait un responsable de la RAI qui avait pour mission de ne pas le laisser gagner pour que la RAI n'organise pas le Concours de l'année suivante.

## Postérité
La chanson paraît en single en combinaison avec la chanson Bianca Balena, tirée de l'album La giostra della memoria. Elle est ensuite incluse dans l'album Fango e stelle de 1996, dans une version qui comprend également un couplet chanté en allemand et un en français.

### Points attribués à l'Italie
| 12 points | 10 points               | 8 points   | 7 points             | 6 points |
| --------- | ----------------------- | ---------- | -------------------- | -------- |
|           | - Luxembourg - Portugal | - Finlande | - Malte              |          |
| 5 points  | 4 points                | 3 points   | 2 points             | 1 point  |
| - France  |                         |            | - Espagne - Pays-Bas | - Suisse |